# 本博国
本 博国（もと ひろくに、男性、1970年3月9日 - ）は、日本の元アマチュアボクシング選手・ボクシング指導者。鹿児島県出身。アトランタオリンピックミドル級日本代表。右ボクサータイプ。身長178cm。鹿児島県立鹿児島工業高等学校卒業。自衛隊体育学校所属の海上自衛官（2021年5月現在の階級は1等海尉）。

## 経歴
高校卒業後、自衛隊体育学校に所属。1990年には国体成年の部・全日本社会人選手権 のいずれもライトミドル級で優勝を収めた。
1991年、全日本選手権・全日本社会人選手権のいずれもライトミドル級で優勝を収めた。1992年と1993年には全日本選手権・全日本社会人選手権のいずれもミドル級に2年連続で優勝を収め、全日本社会人選手権はライトミドル級からの通算4連覇を達成した。さらに1994年と1995年には全日本選手権ミドル級で優勝を収め、ライトミドル級からの通算5連覇を達成した。
1996年アトランタオリンピックにミドル級の日本代表として出場し、1回戦に15-10のポイント勝ちを収め、2回戦で6-11のポイント負けとなった。
2004年アテネオリンピック・2008年北京オリンピック・2012年ロンドンオリンピックでは監督を務めた。2012年12月には、アジアボクシング連盟 (ASBC) がアジアのボクサーの躍進を機に、関係者に感謝し奨励するために新設したという年間賞で、最優秀監督に選出された。また、2012年の年間表彰では、アマチュアボクシング部門の特別賞も受けた。
2021年5月現在、日本ボクシング連盟の強化委員長を務めるほか、自衛隊体育学校でボクシング監督を務める。

## 獲得タイトル
- 第45回国体成年の部ライトミドル級優勝
- 第42回全日本社会人選手権ライトミドル級優勝
- 第61回全日本選手権ライトミドル級優勝
- 第43回全日本社会人選手権ライトミドル級優勝
- 第62回全日本選手権ミドル級優勝
- 第44回全日本社会人選手権ミドル級優勝
- 第63回全日本選手権ミドル級優勝
- 第45回全日本社会人選手権ミドル級優勝
- 第64回全日本選手権ミドル級優勝
- 第65回全日本選手権ミドル級優勝